# مونواکسید گوگرد
مونواکسید گوگرد (به انگلیسی: Sulfur monoxide) با فرمول شیمیایی SO یک ترکیب شیمیایی با شناسه پاب‌کم ۱۱۴۸۴۵ است. که جرم مولی آن ۴۸٫۰۶۴ g/mol می‌باشد. شکل ظاهری این ترکیب، گاز بی‌رنگ است.